# Toèvol
Toèvol (([tu'eβul]), en francès oficialment Tuèvol) és un antic poble, ara reduït a una única masia, del terme comunal d'Aiguatèbia i Talau, a la comarca del Conflent, de la Catalunya del Nord. Pertanyia a l'antiga comuna de Talau.
Està situat a la zona sud-est del terme al qual pertany, en el vessant nord-est del Puig de la Creu, a ponent de Cabrils i al sud-est de les Planes.
Consta que Toèvol havia tingut església pròpia, però actualment no en queda ni rastre.

## Etimologia
Joan Coromines, en el seu Onomasticon Cataloniæ, explica que aquest topònim procedeix de la forma tovécale (tal vegada tobécale), que comparteix arrel amb el topònim Toès, i el sufix -cale, preromana, que ha donat diversos topònims acabats en -ègol; en aquest cas evolucionat a -èvol.

## Història
És documentat per primer cop el 864 amb el nom Tobecale (en altres ocasions apareix com a Touegal, Tovegale i Tovegalle). Al 965 surt en un contracte de venda al monestir de Sant Andreu d'Eixalada, de l'antic terme d'En i dels llocs de Canavelles, Moncles, Toèvol i Llar.
El 1587, com a propietat de l'abadia de Sant Miquel de Cuixà, és relacionat amb mesures pròpies a la Reductio de les messures, pessos y canes de la vagueria de Conflent. No es conserven restes de cap edificació religiosa, però un indret proper és anomenat el "camp de l'església". En l'any 1982, Toèvol fou annexat a Aiguatèbia, juntament amb el poble de Talau, al terme del qual pertanyia, el mas de Cabrils i els llogarets de Moncles i els Plans.